# Abborrtjärnet (Gunnarskogs socken, Värmland, 664917-131197)
Abborrtjärnet är en sjö i Arvika kommun i Värmland och ingår i Göta älvs huvudavrinningsområde.